# Stade Ismael-Benigno
Le stade Ismael-Benigno (en portugais : Estádio Ismael Benigno), également connu sous le nom de stade de Colina (en portugais : Estádio da Colina) ou tout simplement de Colina, et auparavant connu sous le nom de stade Gilberto-Mestrinho (en portugais : Estádio Gilberto Mestrinho), est un stade de football brésilien situé à São Raimundo, quartier de la ville de Manaus, dans l'État de l'Amazonas.
Le stade, doté de 10 400 places et inauguré en 1961, sert d'enceinte à domicile aux équipes de football du São Raimundo Esporte Clube et du Manaus Futebol Clube.
Le stade porte le nom d'Ismael Benigno, ancien président du club du  São Raimundo EC durant les années 1950 et 1960, et acquéreur du terrain sur lequel fut construit le stade.

## Histoire
Le stade de Colina (surnommé ainsi car il est situé au sommet d'une colline naturelle qui divise les quartiers de São Raimundo, Santo Antônio et Glória) ouvre ses portes en 1961 après trois ans de travaux. Il et inauguré le 19 février 1961 sous le nom de stade Gilberto-Mestrinho (en portugais : Estádio Gilberto Mestrinho) lors d'une défaite 8-1 des locaux du São Raimundo EC contre le Sport Recife (le premier but officiel au stade est inscrit par Mário, joueur de Recife).
En 1964 est construite une clôture autour du stade.
Les lumières du stade sont inaugurées devant 4 386 spectateurs le 18 février 1967 lors d'une défaite 3-1 du São Raimundo EC contre le Nacional FC.
Le record d'affluence au stade est de 23 152 spectateurs lors d'un match nul 0-0 entre le Nacional FC et le Rio Negro le 27 avril 1969.
En 1977, le stade change de nom pour se faire rebaptiser stade Ismael-Benigno (en portugais : Estádio Ismael Benigno), en l'honneur de l'ancien président du club décédé trois ans plus tôt.
En 1983, le club de Rio Negro utilise le stade pour ses matchs à domicile et fait rénover le stade (pouvant à l'époque accueillir 28 000 spectateurs).
En 2000, le stade est à nouveau rénové.
Les derniers gros chantiers de rénovations du stade datent de 2014. Le match d'inauguration du nouveau a lieu le 13 juillet 2014 lors d'une défaite 1-0 des locaux du São Raimundo EC contre le Sul América EC (le but étant inscrit par Pimenta).

## Événements

### Matchs internationaux de football
| Date        | Compétition  | Équipes                    | Score | Affluence |
| ----------- | ------------ | -------------------------- | ----- | --------- |
| 4 août 2000 | Match amical | São Raimundo EC — Suriname | 5-0   | 16 000    |